# Jumbo (Band)
Jumbo war eine italienische Progressive-Rock-Band, die um 1969 in Mailand gegründet wurde.

## Bandgeschichte
Bandgründer Alvaro Fella nahm unter seinem Spitznamen Jumbo 1970 mit Franz Di Cioccio, Flavio Premoli (beide vom PFM-Vorgänger Quelli) und Mario Lavezzi zwei Singles für das Label Numero Uno auf. Nach Unterzeichnung eines Vertrags mit Philips nahm Fella als Jumbo 1971 mit neuer Besetzung ein selbstbetiteltes Debütalbum auf. Bis 1973 folgten zwei weitere Alben, die musikalisch reifer als das Debüt waren und eine recht eigenständige Mischung aus Blues-, Jazz- und Prog-Rock mit aggressivem Gesang und provokanten Texten darstellten.
Im Jahr 1975 erschien noch eine Single, bis 1976 trat die Band live auf und fiel dann auseinander. Seit 1983 kam es zu mehreren kurzzeitigen Wiedervereinigungen Jumbos in verschiedenen Besetzungen, während derer noch zwei Livealben, eine Kompilation und Videoaufnahmen entstanden.

## Diskografie
- 1970: In estate (In the Summertime)/Due righe da te (Single)
- 1970: Montego Bay/Due righe da te (Single)
- 1972: Jumbo
- 1972: DNA
- 1973: Vietato ai minori di 18 anni?
- 1975: Vorrei/Il re dei re del rock and roll (Single)
- 1992: Live (Aufnahmen von 1990)
- 1992: Violini d’autunno (Aufnahmen von 1983)
- 2001: Passing By (Aufnahmen von 1991 bis 2001)
- 2007: Anthology (DVD)